# Liste der Monuments historiques in Offroicourt
Die Liste der Monuments historiques in Offroicourt führt die Monuments historiques in der französischen Gemeinde Offroicourt auf.

## Liste der Objekte
| Bezeichnung                   | Beschreibung                                        | Standort                                      | Kennzeichnung | Schutzstatus | Datum | Bild |
| ----------------------------- | --------------------------------------------------- | --------------------------------------------- | ------------- | ------------ | ----- | ---- |
| Skulptur Unterweisung Mariens | Holz, vergoldet, 19. Jahrhundert                    | in der Kirche Assomption-de-Notre-Dame (Lage) | PM88001662    | Inscrit      | 1977  |      |
| Skulptur Heiliger Rochus      | Holz, farbig gefasst und vergoldet, 17. Jahrhundert | in der Kirche Assomption-de-Notre-Dame (Lage) | PM88000648    | Classé       | 1977  |      |
| Skulptur Heiliger Hubertus    | Stein, farbig gefasst, bezeichnet 1770              | in der Kirche Assomption-de-Notre-Dame (Lage) | PM88000646    | Classé       | 1964  |      |
| Skulptur Madonna mit Kind     | Stein, farbig gefasst, 16. Jahrhundert              | in der Kirche Assomption-de-Notre-Dame (Lage) | PM88000647    | Classé       | 1964  |      |